# XFL 2023
Die XFL 2023 war die erste Saison der American-Football-Liga XFL nach einer zweijährigen Pause und einem Eigentümerwechsel der Liga. Es war die zweite Saison nach Neugründung – wobei die XFL 2020 wegen der COVID-19-Pandemie nach fünf Spieltagen abgebrochen werden musste – und die dritte Saison einer Liga unter dem Markennamen XFL. Gleichzeitig war es die letzte Saison der XFL vor der Fusion mit der USFL zur UFL.
Die Saison startet am 18. Februar 2023 und endet mit dem Finale am 13. Mai 2023. Meister wurden die Arlington Renegades.
Die Spiele wurden in den USA auf den Fernsehsendern ABC, ESPN und FX übertragen. Medienpartner in Deutschland, Österreich und der Schweiz war Sport1.

## Modus und Teilnehmer
Acht Mannschaften nahmen an der Liga teil. In der Regular Season hatte jede Mannschaft zehn Spiele. Dabei spielte jede Mannschaft gegen jede andere ihrer Division Hin- und Rückspiel sowie je ein Spiel gegen die Mannschaften der anderen Division. Daran schlossen sich die Playoffs an.
Saisonkarten für die fünf Heimspiele eines Teams in der Regular Season kosteten ab 100 US$.

### Mannschaften
Fünf der acht Mannschaften der Saison 2020 traten auch 2023 an. Dabei änderten zwei den Namen: die Seattle Dragons wurden zu den Seattle Sea Dragons, die Dallas Renegades zu den Arlington Renegades. Das einzige Team aus Florida, die Tampa Bay Vipers, wurden nach Las Vegas verlegt, während die New York Guardians in den Süden nach Orlando umzogen. Das aufgelöste Team der Los Angeles Wildcats wurde durch die San Antonio Brahmas ersetzt, die damit das dritte Team im Bundesstaat Texas waren.
| Team                  | Stadt               | Stadion                      | Head Coach      |
| North Division        | North Division      | North Division               | North Division  |
| --------------------- | ------------------- | ---------------------------- | --------------- |
| DC Defenders          | Washington, D.C.    | Audi Field                   | Reggie Barlow   |
| Seattle Sea Dragons   | Seattle, Washington | Lumen Field                  | Jim Haslett     |
| St. Louis BattleHawks | St. Louis, Missouri | The Dome at America’s Center | Anthony Becht   |
| Vegas Vipers          | Las Vegas, Nevada   | Cashman Field                | Rod Woodson     |
| South Division        |                     |                              |                 |
| Arlington Renegades   | Arlington, Texas    | Choctaw Stadium              | Bob Stoops      |
| Houston Roughnecks    | Houston, Texas      | TDECU Stadium                | Wade Phillips   |
| Orlando Guardians     | Orlando, Florida    | Camping World Stadium        | Terrell Buckley |
| San Antonio Brahmas   | San Antonio, Texas  | Alamodome                    | Hines Ward      |

## Reguläre Saison

### Spiele
| Woche 1          | Woche 1             | Woche 1 | Woche 1               |
| Datum            | Heim                | Erg.    | Auswärts              |
| ---------------- | ------------------- | ------- | --------------------- |
| 18. Februar 2023 | Arlington Renegades | 22:20   | Vegas Vipers          |
| 18. Februar 2023 | Houston Roughnecks  | 33:12   | Orlando Guardians     |
| 19. Februar 2023 | San Antonio Brahmas | 15:18   | St. Louis Battlehawks |
| 19. Februar 2023 | DC Defenders        | 22:18   | Seattle Sea Dragons   |

| Woche 2          | Woche 2             | Woche 2 | Woche 2               |
| Datum            | Heim                | Erg.    | Auswärts              |
| ---------------- | ------------------- | ------- | --------------------- |
| 23. Februar 2023 | Seattle Sea Dragons | 18:20   | St. Louis Battlehawks |
| 25. Februar 2023 | Vegas Vipers        | 06:18   | DC Defenders          |
| 26. Februar 2023 | Orlando Guardians   | 12:30   | San Antonio Brahmas   |
| 26. Februar 2023 | Houston Roughnecks  | 23:14   | Arlington Renegades   |

| Woche 3      | Woche 3             | Woche 3 | Woche 3               |
| Datum        | Heim                | Erg.    | Auswärts              |
| ------------ | ------------------- | ------- | --------------------- |
| 4. März 2023 | Vegas Vipers        | 26:30   | Seattle Sea Dragons   |
| 5. März 2023 | DC Defenders        | 34:28   | St. Louis Battlehawks |
| 5. März 2023 | Arlington Renegades | 10:09   | Orlando Guardians     |
| 5. März 2023 | Houston Roughnecks  | 22:13   | San Antonio Brahmas   |

| Woche 4       | Woche 4               | Woche 4 | Woche 4             |
| Datum         | Heim                  | Erg.    | Auswärts            |
| ------------- | --------------------- | ------- | ------------------- |
| 11. März 2023 | Orlando Guardians     | 16:44   | Houston Roughnecks  |
| 11. März 2023 | Seattle Sea Dragons   | 15:06   | San Antonio Brahmas |
| 12. März 2023 | St. Louis Battlehawks | 24:11   | Arlington Renegades |
| 12. März 2023 | DC Defenders          | 32:18   | Vegas Vipers        |

| Woche 5       | Woche 5               | Woche 5 | Woche 5             |
| Datum         | Heim                  | Erg.    | Auswärts            |
| ------------- | --------------------- | ------- | ------------------- |
| 16. März 2023 | Seattle Sea Dragons   | 21:14   | Houston Roughnecks  |
| 18. März 2023 | St. Louis Battlehawks | 20:28   | DC Defenders        |
| 18. März 2023 | Vegas Vipers          | 35:32   | Orlando Guardians   |
| 19. März 2023 | San Antonio Brahmas   | 10:12   | Arlington Renegades |

| Woche 6       | Woche 6             | Woche 6 | Woche 6               |
| Datum         | Heim                | Erg.    | Auswärts              |
| ------------- | ------------------- | ------- | --------------------- |
| 25. März 2023 | Orlando Guardians   | 19:26   | Seattle Sea Dragons   |
| 25. März 2023 | Vegas Vipers        | 06:29   | St. Louis Battlehawks |
| 26. März 2023 | Arlington Renegades | 09:15   | San Antonio Brahmas   |
| 27. März 2023 | DC Defenders        | 37:26   | Houston Roughnecks    |

| Woche 7       | Woche 7             | Woche 7 | Woche 7               |
| Datum         | Heim                | Erg.    | Auswärts              |
| ------------- | ------------------- | ------- | --------------------- |
| 31. März 2023 | Arlington Renegades | 15:24   | Seattle Sea Dragons   |
| 1. April 2023 | Vegas Vipers        | 26:12   | San Antonio Brahmas   |
| 1. April 2023 | Orlando Guardians   | 37:36   | DC Defenders          |
| 2. April 2023 | Houston Roughnecks  | 15:24   | St. Louis Battlehawks |

| Woche 8       | Woche 8               | Woche 8 | Woche 8             |
| Datum         | Heim                  | Erg.    | Auswärts            |
| ------------- | --------------------- | ------- | ------------------- |
| 8. April 2023 | St. Louis Battlehawks | 21:17   | Vegas Vipers        |
| 8. April 2023 | Orlando Guardians     | 16:18   | Arlington Renegades |
| 9. April 2023 | San Antonio Brahmas   | 15:17   | Houston Roughnecks  |
| 9. April 2023 | Seattle Sea Dragons   | 33:34   | DC Defenders        |

| Woche 9        | Woche 9               | Woche 9 | Woche 9             |
| Datum          | Heim                  | Erg.    | Auswärts            |
| -------------- | --------------------- | ------- | ------------------- |
| 15. April 2023 | Houston Roughnecks    | 28:21   | Vegas Vipers        |
| 15. April 2023 | San Antonio Brahmas   | 25:23   | Orlando Guardians   |
| 16. April 2023 | DC Defenders          | 28:26   | Arlington Renegades |
| 16. April 2023 | St. Louis Battlehawks | 12:30   | Seattle Sea Dragons |

| Woche 10       | Woche 10              | Woche 10 | Woche 10           |
| Datum          | Heim                  | Erg.     | Auswärts           |
| -------------- | --------------------- | -------- | ------------------ |
| 22. April 2023 | St. Louis Battlehawks | 53:28    | Orlando Guardians  |
| 22. April 2023 | San Antonio Brahmas   | 28:29    | DC Defenders       |
| 23. April 2023 | Arlington Renegades   | 09:25    | Houston Roughnecks |
| 23. April 2023 | Seattle Sea Dragons   | 28:09    | Vegas Vipers       |

### Tabellen
|                       | S | N | P+  | P−  | DIV |
| --------------------- | - | - | --- | --- | --- |
| DC Defenders          | 9 | 1 | 298 | 240 | 6–0 |
| Seattle Sea Dragons   | 7 | 3 | 243 | 177 | 3–3 |
| St. Louis BattleHawks | 7 | 3 | 249 | 202 | 3–3 |
| Vegas Vipers          | 2 | 8 | 184 | 252 | 0–6 |

|                     | S | N | P+  | P−  | DIV |
| ------------------- | - | - | --- | --- | --- |
| Houston Roughnecks  | 7 | 3 | 247 | 182 | 6–0 |
| Arlington Renegades | 4 | 6 | 136 | 194 | 3–3 |
| San Antonio Brahmas | 3 | 7 | 169 | 183 | 3–3 |
| Orlando Guardians   | 1 | 9 | 204 | 320 | 0–6 |

Da die Seattle Sea Dragons und St. Louis BattleHawks dieselbe Saisonbilanz haben, musste die Tie-Break-Regelung angewandt werden um über den zweiten Platz in der North Division zu entscheiden.
Tie-Breaker zwischen zwei Teams:
- direkter Vergleich
- Siegquote in Divisionsspielen
- Vergleich der Spielplanstärken (Anzahl Siege aller Gegner gegen die die Teams, zwischen denen ein Tie besteht, gespielt haben)
- Vergleich der Punktedifferenz in Divisionsspielen
- Vergleich der Punktedifferenz in allen Spielen
- Erzielte Punkte
- Erzielte Touchdowns
- Münzwurf

## Playoffs
|  | Divisionsfinale 29./30. April 2023 | Divisionsfinale 29./30. April 2023 | Divisionsfinale 29./30. April 2023 |  |  | Championship Game 13. Mai 2023 | Championship Game 13. Mai 2023 | Championship Game 13. Mai 2023 |
|  |                                    |                                    |                                    |  |  |                                |                                |                                |
|  |                                    |                                    |                                    |  |  |                                |                                |                                |
|  | N1                                 | DC Defenders                       | 37                                 |  |  |                                |                                |                                |
|  | N2                                 | Seattle Sea Dragons                | 21                                 |  |  |                                |                                |                                |
|  |                                    |                                    |                                    |  |  | N                              | DC Defenders                   | 26                             |
|  |                                    |                                    |                                    |  |  | S                              | Arlington Renegades            | 35                             |
|  | S1                                 | Houston Roughnecks                 | 11                                 |  |  |                                |                                |                                |
|  | S2                                 | Arlington Renegades                | 26                                 |  |  |                                |                                |                                |
|  |                                    |                                    |                                    |  |  |                                |                                |                                |

## Weblink
- Website der XFL (englisch)